# Mimosa latispinosa
Mimosa latispinosa är en ärtväxtart som beskrevs av Jean-Baptiste de Lamarck. Mimosa latispinosa ingår i släktet mimosor, och familjen ärtväxter. Inga underarter finns listade i Catalogue of Life.